# مارتن وورسينغ
مارتن وورسينغ (بالإنجليزية: Martin Wirsing)‏ (من مواليد 24 ديسمبر 1948 في بايرويت) وهو عالم حاسوب ألماني، وأستاذ في جامعة لودفيغ ماكسيميليان في ميونخ.

## حياته
درس مارتن وورسينغ الرياضيات في جامعة لودفيغ ماكسيميليان في ميونخ (LMU) وفي جامعة باريس ديديرو ثم حصل على الدبلوم في الرياضيات من جامعة لودفيغ ماكسيميليان في ميونخ LMU وحصل على ماجستير الرياضيات والعلوم في جامعة باريس 8  تحت إشراف كورت شوت ثم حصل على درجة الدكتوراه من جامعة لودفيغ ماكسيميليان في ميونخ LMU في عام 1976، مع أطروحة حول موضوع في المنطق الرياضي. في عام 1975-1983 كان مساعدا في مجال البحوث في جامعة ميونخ التقنية كما أنهى كتابه في عام 1984 «التأهيل في المعلوماتية». في عام 1985 أصبح مارتن وورسينغ أستاذاً ورئيساً للمعلوماتية في جامعة باساو وفي عام 1992 ثم عاد إلى جامعة لودفيغ ماكسيميليان في ميونخ LMU كرئيس لبرمجة وهندسة البرمجيات. شغل منصب العميد، ورئيس قسم ونائب رئيس مجلس الشيوخ من LMU لعدة سنوات. منذ عام 2010 شغل منصب نائب الرئيس لشؤون التدريس والدراسات في جامعة لودفيغ ماكسيميليان في ميونخ LMU. في يوليو 2016، حصل على درجة الدكتوراه في العلوم من كلية رويال هولواي (جامعة لندن).
تشتمل اهتماماته البحثية على هندسة البرمجيات وأسسها الرسمية، وأنظمة الوعي الذاتية، ورقمنة الجامعات. في الفترة ما بين عامي 2006 و 2015، كان يقوم بتنسيق مشاريع الملكية الفكرية الأوروبية SENSORIA (2006-2010) في هندسة البرمجيات للأنظمة الموجهة نحو خدمات و ASCENS (2010-2015) على أنظمة الهندسة الذاتية الجماعية. في عام 2007-2010، كان مارتن ويرنغ رئيسًا للمجلس العلمي لـ INRIA. حاليا، هو عضو في اللجان العلمية لجامعة بوردو ومعهد برمجيات IMDEA، و Institut Mines-Télécom. وهو عضو في هيئة تحرير العديد من المجلات العلمية ومجموعة الكتب بما في ذلك علوم الكمبيوتر النظرية (مجلة)، المجلة الدولية للبرمجيات والمعلوماتية، والإجراءات الإلكترونية في علوم الكمبيوتر النظرية.

## وصلات خارجية
- الصفحة الشخصية[11]
- الصفحة الشخصية لـ جامعة لودفيغ ماكسيميليان في ميونخ (LMU) [12][13]
- Rocco De Nicola, Rolf Hennicker (eds.):Software, Services, and Systems - Essays Dedicated to Martin Wirsing on the Occasion of His Retirement from the Chair of Programming and Software Engineering. Lecture Notes in Computer Science 8950, Springer 2015, (ردمك 978-3-319-15544-9)